# Calcomedusa
Calcomedusa (en grec antic: Χαλκομέδουσα) va ser, segons la mitologia grega, l'esposa d'Arcisi, rei d'Ítaca, i mare de Laertes, el pare d'Odisseu.
El nom de Calcomedusa no es troba a l'Odissea, però es coneix per un escoli del cant XVI d'aquesta obra recollit per Eustaci de Tessalònica al segle xii.